# Кравальо, Аулии
Аулии Кравальо (англ. Auliʻi Cravalho; род. 22 ноября 2000, Кохала, Гавайи, США) — американская актриса и певица. Её дебютом в кинематографии является озвучивание мультфильма «Моана», выпущенного в 2016 году компанией «Дисней».

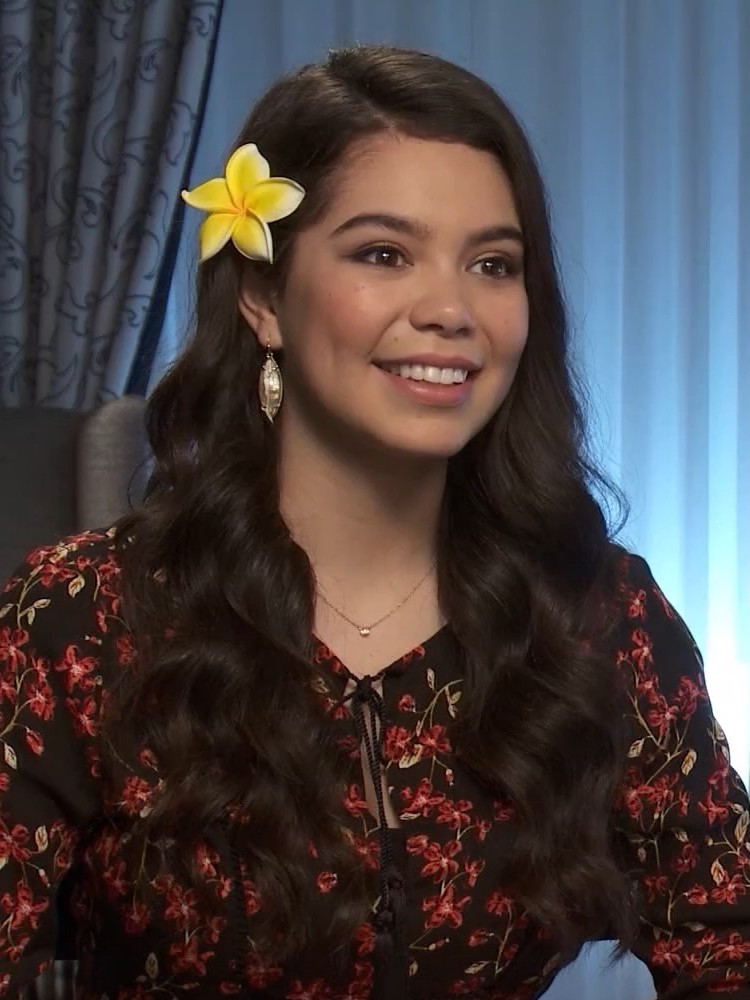
Кравальо в 2017 году

## Ранняя жизнь
Кравальо родилась в городе Кохала, Гавайи, США. Она имеет китайские, ирландские, гавайские, португальские и пуэрториканские корни. Её фамилия, скорее всего, производная от распространённой португальской фамилии Карвалью (порт. Carvalho). В то время, когда она совершила свой прорыв, она жила в Милилани, Гавайи, со своей матерью и была на первом курсе средней школы, пела сопрано в хоровом клубе в кампусе Kapālama школы Камехамеха.

## Карьера
Кравальо заявила, что она изначально не собиралась прослушиваться на «Моану», потому что по её словам «было уже так много замечательных материалов на YouTube». Однако, «агент талантов» из Оаху обнаружил её на благотворительном конкурсе и позвал на прослушивание для роли. По словам компании «Дисней», Кравальо была последней из сотен актрис на кастинге.

## Личная жизнь
В апреле 2020 года Кравальо совершила каминг-аут как бисексуалка.

## Фильмография
| Год  |     | Русское название          | Оригинальное название     | Роль             |
| ---- | --- | ------------------------- | ------------------------- | ---------------- |
| 2016 | мф  | Моана                     | Moana                     | Моана            |
| 2017 | мф  | Мечты о рыбе              | Gone Fishing              | Моана            |
| 2018 | с   | Школа драмы               | Rise                      | Линетт Суарес    |
| 2018 | мф  | Ральф против интернета    | Ralph Breaks the Internet | Моана            |
| 2019 | с   | Странный город            | Weird City                | Рейна Перес      |
| 2019 | тф  | —                         | The Little Mermaid Live!  | Ариэль           |
| 2019 | мс  | Елена — принцесса Авалора | Elena of Avalor           | Вероника         |
| 2020 | с   | День за днём              | Day by Day                | Джейд            |
| 2020 | с   | Действие во имя дела      | Acting for a Cause        | разные персонажи |
| 2020 | ф   | Теперь мы все вместе      | All Together Now          | Эмбер Эпплтон    |
| 2022 | ф   | Краш                      | Crush                     | Эй Джей Кампос   |
| 2022 | ф   | Дарби и мертвецы          | Darby and the Dead        | Капри Донахью    |
| 2023 | с   | Сила                      | The Power                 | Джос Клири-Лопес |
| 2023 | кор | Однажды в студии          | Once Upon a Studio        | Моана            |
| 2024 | мф  | Моана 2                   | Moana 2                   | Моана            |
|      | ф   | Дрянные девчонки: Мюзикл  | Mean Girls: The Musical   | Дженис Саркисян  |

### Комментарии
1. ↑  С учётом её португальских корней, правильная форма Кравальо. Однако так как она является гражданкой США то её фамилия ошибочно произносится как Кравалхо.